# مشكلة الموصل

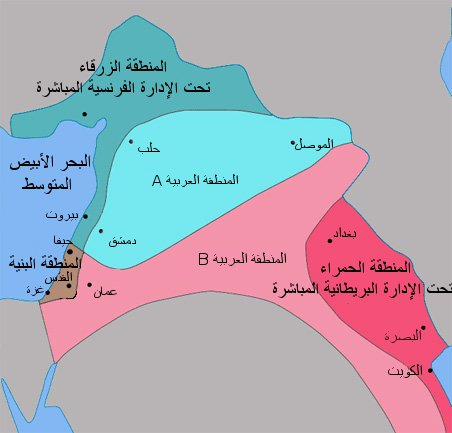
تقسيم المشرق بين المحتلين حسب اتفاقية سايكس بيكو، وتظهر الموصل على الشطر الغربي منقسمة عن العراق.

مشكلة الموصل أو قضية الموصل هي أزمة دبلوماسية نشبت بين المملكة العراقية وجمهورية تركيا بعد الحرب العالمية الأولى حول مصير ولاية الموصل.
كانت ولاية الموصل جزءاً من الدولة العثمانية حتى نهاية الحرب العالمية الأولى، عندما احتلت من قبل بريطانيا. وبعد حرب الاستقلال التركية، اعتبرت تركيا الجديدة الموصل واحدة من القضايا الحاسمة المحددة في الميثاق الوطني. وعلى الرغم من المقاومة المستمرة، تمكنت بريطانيا من طرح هذه القضية في الساحة الدولية، وتوسيع نطاق ذلك وصولاً إلى جعلها مشكلة حدود بين تركيا والعراق.
عيّن مجلس عصبة الأمم لجنة تحقيق والتي أوصت بأن تعود ملكية الموصل إلى العراق، فأُجبرت تركيا على قبول القرار على مضض من خلال التوقيع على معاهدة الحدود مع الحكومة العراقية في عام 1926. قام العراق بمنح إتاوة 10 في المئة من الودائع النفطية في الموصل إلى تركيا لمدة 25 عاماً.
بعد خسارة الدولة العثمانية في الحرب، وقع العثمانيون معاهدة مودروس مع الحلفاء يوم 18 تشرين الأول 1918 م.و نص القرار السادس عشر من المعاهدة استسلام الجيش العثماني في دول المشرق واليمن والحجاز. لكن المعاهدة لم تحدد الحدود الجنوبية للدولة العثمانية وحكومة الأستانة طالبت بالموصل كجزء من أراضيها. إضافة إلى ذلك أن الموصل لم يدخلها الجيش البريطاني إلا يوم 15 تشرين الثاني 1918م، أي بعد 16 يوم من المعاهدة، ويعتبر هذا خرقا للقانون الدولي. تعتبر هذه بداية مشكلة الموصل.
بحكم الانتداب البريطاني على العراق فان البريطانييون كانوا يمثلون العراق على المسرح الدولي.

## التاريخ
قرب نهاية الحرب العالمية الأولى، وقّعت الدولة العثمانية مع البريطانين معاهدة مودروس وتم التوقيع عليها في 30 أكتوبر 1918. هذه الهدنة دعت إلى وقف جميع أعمال القتال بين البريطانيين والعثمانيين. بعد ثلاثة أيام، في 2 تشرين الثاني، قام السير وليام مارشال، وهو جنرال بريطاني، بغزو ولاية الموصل حتى 15 نوفمبر 1918 عندما نجح أخيراً في هزيمة القوات العثمانية وأجبرهم على الاستسلام.

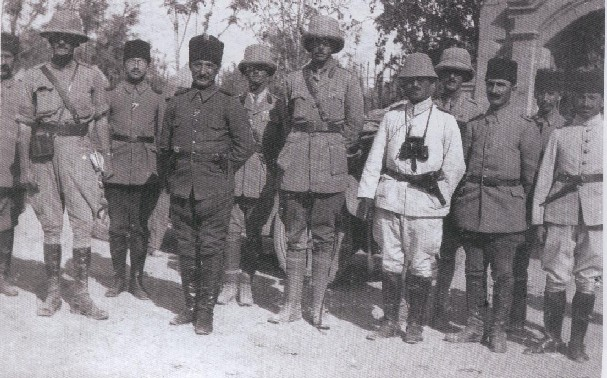
ضبّاط بريطانيون وعثمانيون في شمال العراق نوفمبر 1918

في أغسطس 1920، تم التوقيع على معاهدة سيفر لإنهاء الحرب، ولكن العثمانيين إحتجّوا على بريطانيا لسيطرتهم على الموصل وعلى طريقة أخذها بشكل غير قانوني بعد مودروس. وحتى عندما تم التوقيع على معاهدة لوزان بين تركيا وبريطانيا في عام 1923، ظلّت تركيا تحتج أن بريطانيا سيطرت على ولاية الموصل بشكل غير قانوني. المسؤولون البريطانيون في لندن وبغداد أصرّوا على أن مرجعية الموصل لازمة لبقاء العراق لما لها من موارد وأمن حدودها الجبلية. القادة الأتراك أيضا كانوا يخشون من أن القومية الكردية سوف تزدهر تحت الانتداب البريطاني وتبدأ مشاكل مع السكان الأكراد في تركيا.
من أجل التوصل إلى قرار بشأن النزاعات المتضاربة لأحقية الموصل، أرسلت عصبة الأمم لجنة من أجل تحديد صاحب الحق. أصدرت لجنة قرارها بأن تركيا ليس لديها الحق بالمطالبة بالموصل وأنها تنتمي إلى البريطانيين، وليس لأي أحد آخر في المنطقة الحق للمطالبة بها.
بسبب النفوذ الكبير الذي كانت تتمتع به بريطانيا في عصبة الأمم، لم يكن قرار اللجنة مستغرباً. وهناك جانب آخر من تأثير بريطانيا على عصبة الأمم بقرار وزير المجلس الحربي، موريس هانكي أن بريطانيا تحتاج إلى السيطرة على المنطقة كلها بسبب مخاوفهم النفطية لصالح البحرية الملكية قبل قرار لجنة التحقيق.
أرادت بريطانيا امتصاص الغضب التركي على قرار عصبة الأمم، فقاموا بأعطاءهم جزءاً من عائدات النفط. وظلّت سيطرة البريطانيين على موارد الموصل على الرغم من أنها أعطت سيادتها السياسية إلى فيصل الأول.
كان هناك خلاف آخر بين بريطانيا وتركيا على خط الحدود الفعلي. وكان هناك خط بروكسل الذي كان مقرراً من قبل عصبة الأمم باعتبارها الحدود الحقيقية للعراق، والخط البريطاني الذي كان خط التقسيم الذي كانت بريطانيا تستخدمه كمرجع في الماضي. وعندما تم جلب هذ إلى القادة البريطانيين، حثّ كل من بيرسي كوكس، المندوب السامي البريطاني في العراق، وأرنولد ويلسون، المفوض المدني البريطاني في بغداد، ولويد جورج، الذي كان رئيس وزراء، لاستخدام خط بروكسل لأنهم لم يعتقدوا ان هناك فرق كبير بين الخطيّن.

## مطالبون آخرون

### مملكة العراق
لم تكن الموصل متنازعاً عليها فقط من قبل قوى خارجية، أي بريطانيا وتركيا؛ حيث طالب أيضاً فيصل الأول، الحاكم الهاشمي الذي أصبح ملكاً على الدولة الناشئة حديثاً –العراق- من قبل البريطانيين في عام 1921، بولاية الموصل. أحبه البريطانيون، واحترموا فيصل الأول بسبب مساعداته التي منحها لهم. ورأى البريطانيون أيضاً أنهم يمكنهم أن يثقوا به لتحقيق ما يريدون من مصالح. بهذا الاعتقاد، كانت بريطانيا على حد سواء من الصواب والخطأ. كان فيصل دبلوماسياً محنّكاً وكان قادراً على تحقيق التوازن بين ما يريد البريطانيون والاحتياجات الحقيقية للشعب بنظام معقد للغاية. ومع ذلك، كانت إحدى الأشياء التي كان يرغب فيها توحيد العراق وهو لم يكن يعتقد ان ذلك ممكن بدون السيطرة على ولاية الموصل.

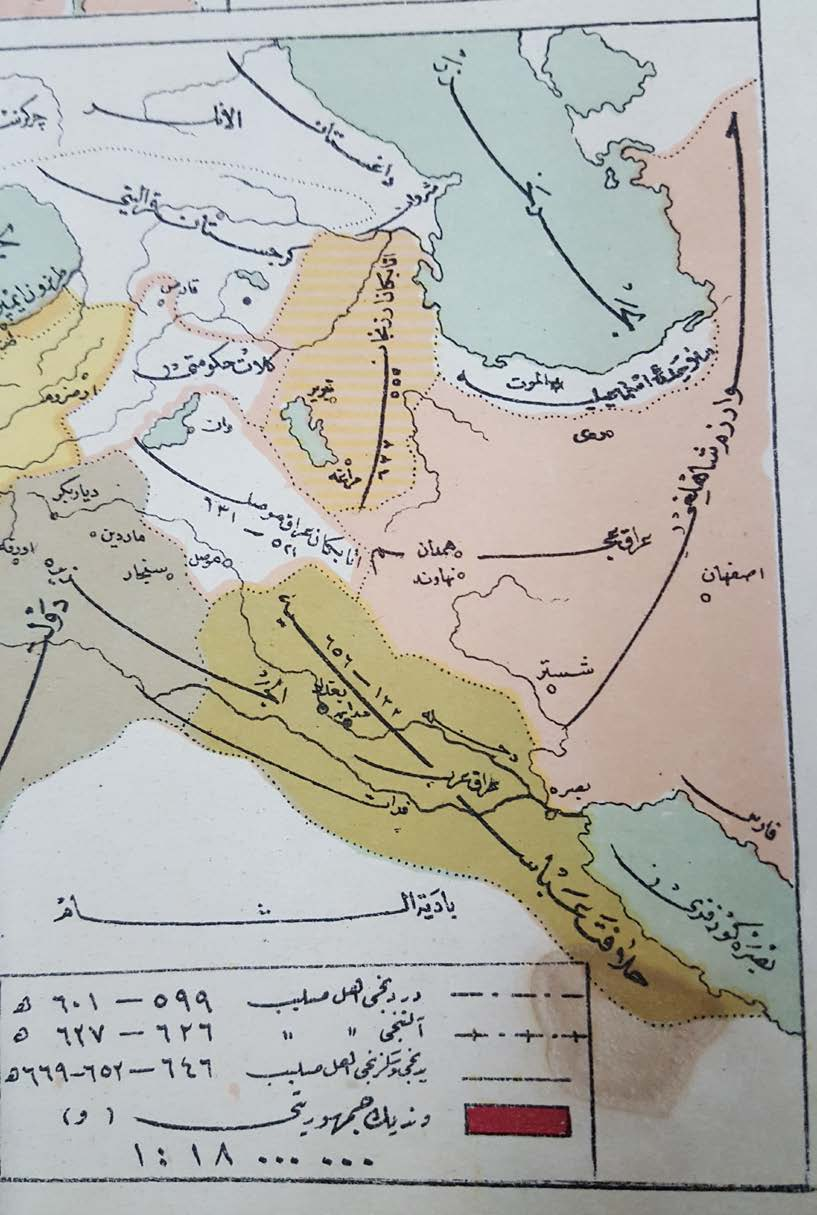
خريطة عثمانية تبين أن الموصل جزء من العراق في العصر الأتابكي.

قبل قرار عصبة الأمم، قدّم فيصل الأول عدة التماسات للحكومة البريطانية لإعطاءه ملكية الموصل ليتمكن من النجاح في هدفه في التوحيد. وأخيرا، بعد إصدار عصبة الأمم لقرارها، وافقت الحكومة البريطانية على السماح لفيصل بالسيطرة على الموصل مقابل تنازلات على موارد هامة. البريطانيون أسّسوا شركة البترول التركية التي أصبحت تعرف لاحقاً بشركة نفط العراق (IPC).

### الأكراد
كانت مجموعة داخلية أخرى التي تريد السيطرة على الموصل هي الأكراد. كان الأكراد سكاناً أصليون لبعض أجزاء ولاية الموصل ولم يكونوا يريدون أن ينتموا إلى أي حكومة أخرى غير بلدهم. وقد حاربواً طويلا ضد ما جرى في العراق لأنهم كانوا يريدون الاستقلال. لم يعتبر معظم الأكراد أنفسهم جزءاً من الدولة الجديدة في العراق. أحتشدت القيادات من مختلف الجماعات الكردية المسلحة، وكان ساعدتهم القوى الامبريالية مختلفة في مناسبات عدة عندما كانت تلبي مصالحهم. وعلاوة على ذلك، شعر العديد من الأكراد بالخيانة عندما قدمت بريطانيا لهم وعوداً في وقت سابق ولم تقم بتنفيذ أي من هذه الوعود. ثم أراد فيصل الأول دمج ولاية الموصل بالعراق، نظراً لغالبية السكان السنية، وأعتقد أنه بحاجة لها لتحقيق التوازن مع السكان الشيعة. استخدمت بريطانيا المسلحين الأكراد ورغبة فيصل الأول بعراق موحد من أجل تضييق الخناق عليه، وبعد ذلك تدخلت إيران عن طريق التعاون مع الأكراد ومسلحيهم من اجل خلق اضطرابات في العراق في عهد الخميني. لم يكن الأكراد يريدون أن يكونوا جزءاً من العراق. إلا أنهم لم أرادوا إستمرار الانتداب البريطاني في المنطقة.

## التركيبة السكانية

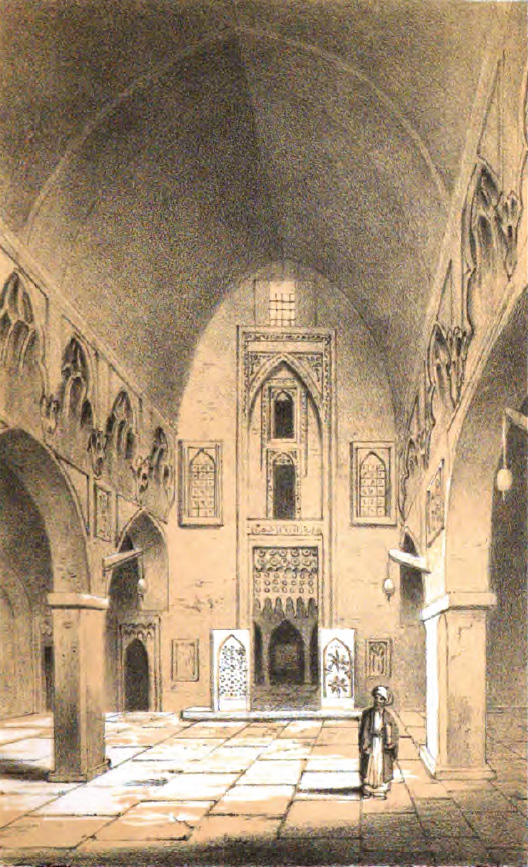
كنيسة في الموصل سنة 1852

كان يقطن الولاية الناطقون باللغة العربية، ونسبة كبيرة من الناطقين بالكلدانية والسريانية واللغة الكردية، وعلى النقيض من المدن المجاورة للموصل، كانت عائديتها واندماجها في الدولة العثمانية أكبر بكثير من تلك المدن. أمّا المجتمعات الدينية، فكان يغلب عليها الطابع السني مع المجتمعات المحلية البارزة من التركمان والأكراد والمسيحيين واليهود وبلغ مجموع سكانها ما يقارب 800,000 نسمة في أوائل القرن العشرين، وتأثرت المدينة وقادتها بشكل كبير بالسياسة، والتجارة، والنظام القضائي للدولة العثمانية، على الرغم من أنهم اعتبروا أنهم يديرون المدينة بأنفسهم.

## الموارد الاقتصادية

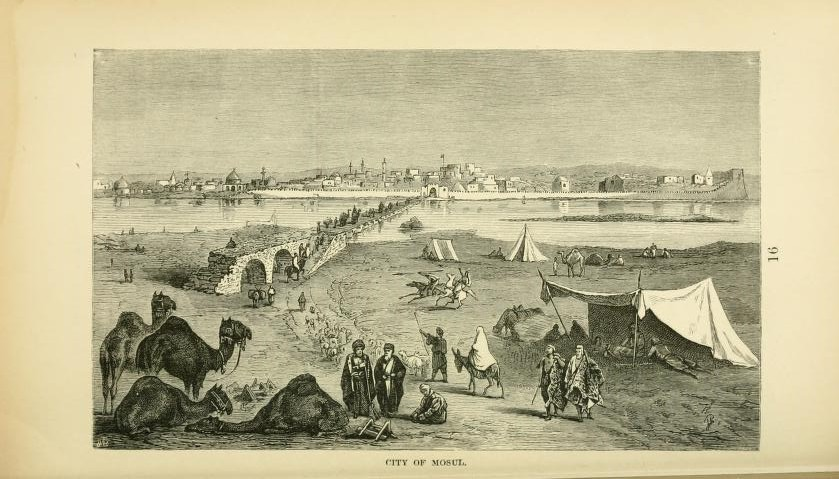
لوحة من 1876 لمدينة الموصل

خلال فترة الحكم العثماني، كانت الموصل تشارك في إنتاج سلع القطن الجيد. وكان النفط سلعة معروفة في المنطقة، وأصبح من الأهمية بمكان خلال الحرب العالمية الأولى ومستمرة حتى اليوم. اعتبرت الموصل العاصمة التجارية للدولة العثمانية في وقتها بسبب وصلها للطرق التجارية بين الهند والبحر الأبيض المتوسط. وأيضا كانت تعتبر عاصمة سياسية فرعية.

## السياسة المحلية
إتُهمت القيادات بإستمرار بإتهامات فساد وعدم الكفاءة، وتم استبدال القادة بشكل متكرر مع توخي الحذر. أيضا، وبسبب هذه المشاكل، عهدت إدارة الموصل إلى القصر وعدد من المفضلين من السلطة، حيث تم تحديد كبار مسؤولين مهنيين عادة لحل القضايا القبلية داخل مجتمع المدينة.

## للإستزادة
- «مشكلة الموصل: دراسة في الدبلوماسية العراقية-الأنكليزية-التركية وفي الرأى العام» - فاضل حسين